# Radim Malát
Radim Malát (n. 5 decembrie 1930, Praga, Cehoslovacia – d. 24 noiembrie 1997, Praga, Cehia) a fost un pictor, ilustrator⁠(d) și grafician ceh.

## Biografie
S-a născut în 5 decembrie 1930 la Praga. A urmat studii artistice în perioada 1950–1954 (după altă sursă 1950–1955) la Facultatea de Pedagogie⁠(d) a Universității Caroline din Praga, avându-i ca profesori pe Cyril Bouda⁠(d), Martin Salcman⁠(d) și Karel Lidický⁠(d) și lucrând, în același timp, în studiourile lor. A participat la expoziția Arta tineretului de la Brno în 1958, Festivalul Tinerilor Graficieni de la Praga în 1961, expozițiile internaționale de artă a cărții de la Moscova în 1962 și 1968, expozițiile grupului de creație Radar începând din 1963, expoziția Ilustratori cehi pentru copii în 1979 etc.
Opera sa artistică a trecut prin diferite perioade creative (abstracție geometrică, artă abstractă sau pictură nespecifică cu elemente constructive). Lucrările sale timpurii, realizate în perioada 1946–1959, au fost în principal picturi de peisaje inspirate din lucrările lui Václav Špála⁠(d), Jan Zrzavý⁠(d) și Karel Holan⁠(d) și, într-o măsură mai mică, naturi moarte și au urmărit să reflecte poetica orașului și a civilizației urbane contemporane, apropiindu-se de ideile artistice ale Grupului 42⁠(d). Un moment de cotitură în dezvoltarea artistivă a lui Radim Malát a avut loc în anul 1960, când a fost format grupul artistic Radar, al cărui obiectiv principal era să înfățișeze civilizația tehnică modernă. Malát a devenit membru al grupului artistic Radar în 1964 și a început să-și caute o expresie artistică proprie, sub influența lui František Gross⁠(d) și František Hudeček⁠(d). Dezvoltarea sa artistică urmărește eliberarea de caracterul descriptiv și dobândirea unor tendințe constructiviste prin împărțirea suprafeței pânzei cu linii orizontale și verticale și umplerea acestui spații cu pete de culoare. Lucrările sale din această perioadă se concentrează pe explorarea vieții urbane contemporane și înfățișează oameni mergând pe stradă, cupluri în cafenele și mai ales periferiile orașului (blocuri de locuințe, fabrici cu coșuri de fum sau clădiri în construcție cu structuri de schele). Prin încorporarea unor elemente scrise sau semnalizatoare, ele se apropie de estetica contemporană a letrismului. În această perioadă, Malát a devenit interesat de tehnica artistică a asamblării⁠(d), pentru care a folosit capace de sticle sau de borcane, grătare metalice și piese metalice de la motoare.
Malát a fost împiedicat să expună în anii 1970 și a fost nevoit să lucreze ca ilustrator și designer grafic. A realizat un număr mare de afișe de film și ilustrații⁠(d) de cărți (în special ale autorilor ruși), pentru care a folosit tehnica linogravurii. Unele cărți pentru copii (cărți de colorat, cărți de povești) au fost create pornind de la ideile și textele sale. Malát a revenit la pictură abia în 1988 și a pictat inițial doar peisaje urbane, iar, spre sfârșitul vieții, s-a dedicat în principal picturii figurative⁠(d). A decedat în 24 noiembrie 1997 la Praga.

## Cărți ilustrate

### Literatura cehă și slovacă
- František Hečko: Červené víno (1958),
- Rudolf Jašík⁠(d): Náměstí svaté Alžběty (1972),
- Pavel Kopta⁠(d): Komisař Drábek, serial de benzi desenate, Čtyřlístek⁠(d) 1971, nr. 13–17,[8]
- Pavel Kraus: A nevidět už slunce (1977),
- Josef Vondráček, Zločin v muzeu (1970),
- Zuzka Zguriška: Městečko na prodej (1965).

### Literatura universală
- Guillaume Apollinaire, Que vlo-ve? (1959),
- Heinrich Böll: Kdes byl, Adame?⁠(d) (1961),
- Petru Dumitriu: Rodinná kronika (1959),
- Ilia Erenburg: Třináct dýmek (1968),
- Rudolf Fischer⁠(d): Neznámému na stopě⁠(d) (1961),
- Ruvim Fraerman⁠(d): Divoký pes Dingo (1961),
- Maxim Gorki: Matka⁠(d) (1970),
- Zane Grey: Hřmící stádo (1973),
- Nikolai Pecerski⁠(d): Dobrodružství v tajze (1960),
- Sulchan-Saba Orbeliani⁠(d): Kniha moudrosti a lži (1962),
- Irwin Shaw⁠(d): Mladí lvi (1969),
- Mary Shelley: Frankenstein (1969) – frontispiciu⁠(d),
- Nikolai Smirnov⁠(d): Říše slunce⁠(d) (1976),
- John Steinbeck: Pláň Tortilla⁠(d) (1960),
- Aleksandr Tvardovski: Ťorkin na onom světě (1965),
- Prežihov Voranc⁠(d): Slzičky (1959).